# Washington Office on Latin America
Das Washington Office on Latin America (WOLA) – Advocacy for Human Rights in the Americas ist ein kirchennaher Think Tank in den Vereinigten Staaten. Die Nichtregierungsorganisation setzt sich durch Analysen und die Stärkung der Zivilgesellschaft  für starke Demokratien in den Ländern Amerikas ein.

## Geschichte
Das Washington Office on Latin America entstand unter dem Eindruck des brutalen Militärputsches in Chile am 11. September 1973. Eine Reihe von US-Nichtregierungsorganisationen war durch die zahlreichen Militärputsche in Lateinamerika alarmiert. Vor allem kirchliche Organisationen erhielten Berichte von gravierenden Menschenrechtsverletzungen unter den Juntas in Lateinamerika, die durch US-Politiker aus Washington unterstützt wurden. Die Bischofskonferenz der USA und das National Council of Churches gründeten vor diesem Hintergrund 1974 das Washington Office on Latin America.
WOLA verstand sich damals und heute nicht als „Stimme Lateinamerikas“, sondern als Mittler zwischen den von der US-Politik betroffenen Menschen in den Ländern Südamerikas und der US-Politik. Das Institut begleitete seitdem die Entwicklung in Lateinamerika: in den 1980ern die Beendigung vieler blutiger Konflikte, die Demokratisierungsbemühungen in den 1990ern und die zahlreichen gesellschaftlichen Transitionen ab den 2000er Jahren.
WOLA half die International Commission against Impunity in Guatemala (CICIG) in dem mittelamerikanischen Land ins Leben zu rufen.